# Straßenbahn Kōchi

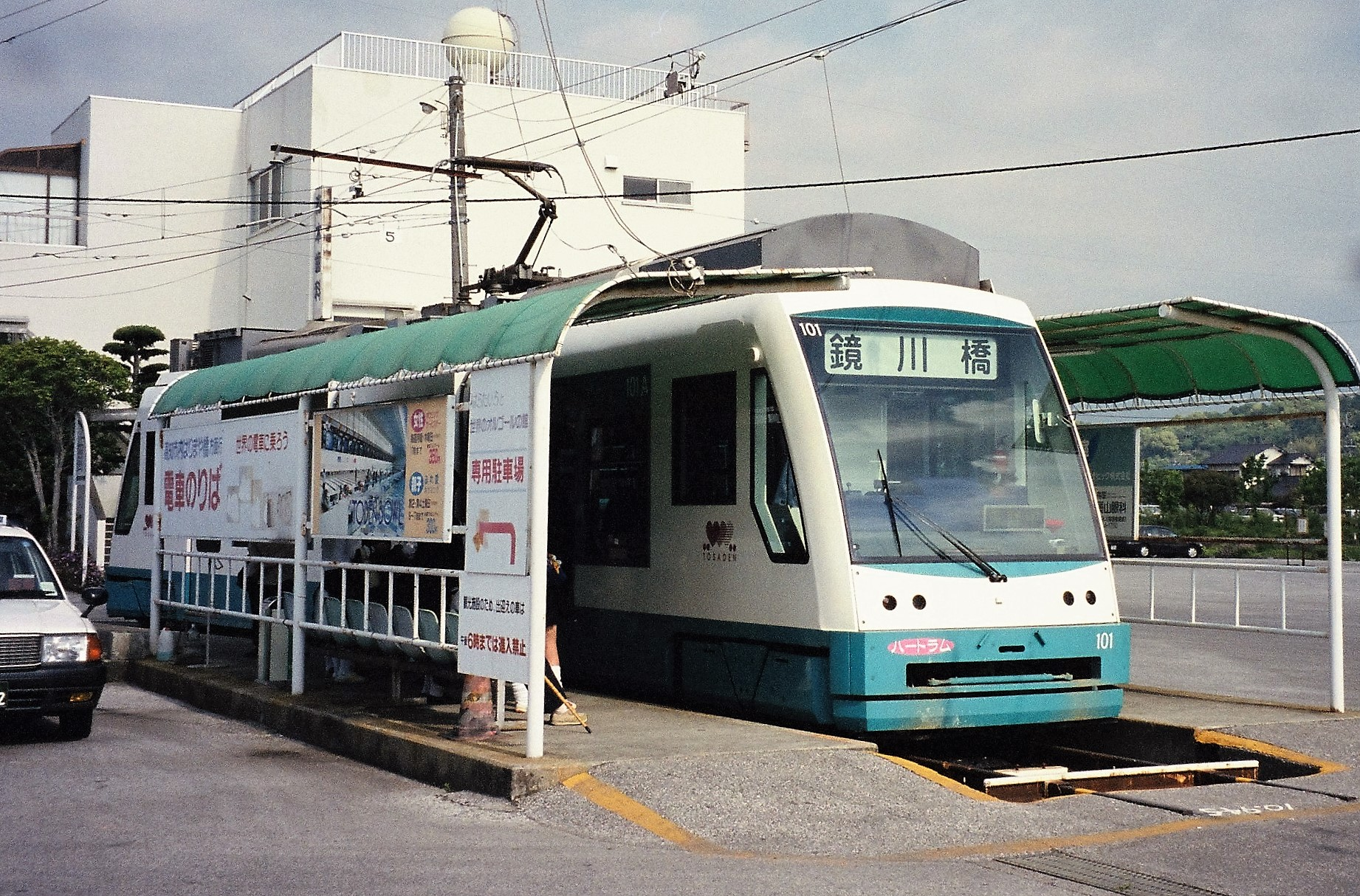
Erstes Niederflurfahrzeug 101 alias „Heartram“ (ハートラム) in Gomen

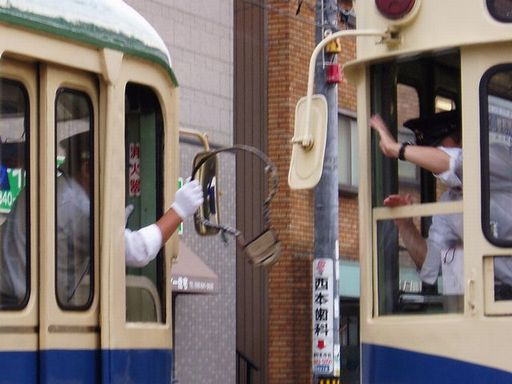
„Stab“übergabe auf dem Weg nach Ino

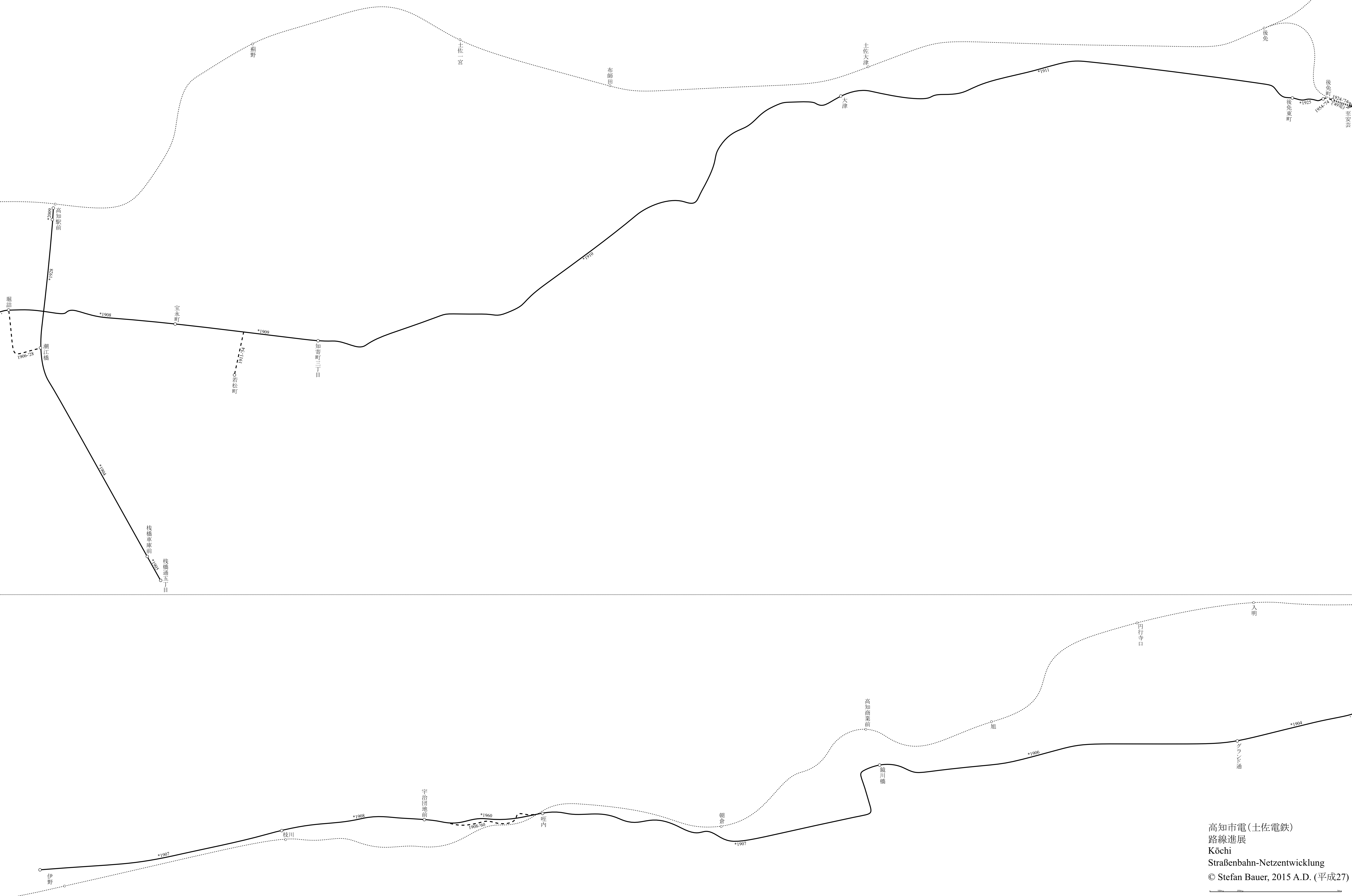
Netzentwicklung (durchgezogen = Bestand, unterbrochen = stillgelegt)

Die Straßenbahn Kōchi ist das Straßenbahnnetz in Kōchi auf der Insel Shikoku in Japan. Es wird seit 2014 durch die Gesellschaft Tosaden Kōtsū K.K. (jap. とさでん交通株式会社) betrieben, welche nach der Insolvenz der ursprünglichen Betreibergesellschaft Tosa Denki Tetsudō (土佐電気鉄道), kurz Toden (土電) und der gleichzeitigen Fusion mit den beiden Verkehrsgesellschaften Kōchi-ken Kōtsū (高知県交通) und Tosaden Dream Service (土佐電ドリームサービス) hervorgegangen ist. Tosaden Kōtsū befindet sich vollständig im Besitz der öffentlichen Hand, vor allem der Präfektur und Stadt Kōchi.
Das Netz besteht aus zwei namenlosen Linien, welche im Stadtzentrum ein Kreuz bilden. Die wesentlich kürzere führt vom Hauptbahnhof im Norden in die Nähe des Hafens an der Urado-Bucht (浦戸湾) im Süden, während die andere in Ost-West-Richtung jeweils über die Stadtgrenzen hinausführt und formal in zwei Abschnitte unterteilt ist. Es fahren jedoch nur wenige Kurse von Gomen (後免) im äußersten Osten bis Ino (伊野) im äußersten Westen durch. Am Ende der westlichen Strecke existieren mehrere eingleisige Abschnitte, welche nach dem Stabübergabeprinzip gesichert werden.
Mit über 25 km Streckenlänge handelt es sich heute um das größte reine Straßenbahnnetz Japans.
Nach der Eröffnung der ersten Strecke 1904 erfuhr das Netz einen raschen Ausbau; so wurde der Westast bereits 1908, der Ostast größtenteils bis 1911 fertiggestellt. Letzterer wies noch eine kurze Stichstrecke in der südöstlichen Innenstadt auf, die 1954 stillgelegt wurde. Die letzte wesentliche Erweiterung erfolgte 1928 durch die Anlage des Nordastes zum damals neu angelegten Bahnhof bei gleichzeitiger Umtrassierung im Zentrum. Zuletzt wurde 2009 der Bahnhofsvorplatz umgestaltet und die Haltestelle unmittelbar vor das Gebäude verlegt.
Zwischen 1954 und 1974 gab es außerdem eine Durchbindung ab Gomen über eine 26 km lange Eisenbahnlinie nach Aki (安芸).
Der Fuhrpark besteht (Stand Juni 2024) aus insgesamt 62 Fahrzeugen. Davon sind lediglich vier Stück Niederflurwagen. Ihr Anteil am Gesamtfuhrpark ist mit 6,5 % unter allen nicht auf Hochbahnsteige setzenden japanischen Straßenbahnbetrieben am geringsten. Der erste Niederflurwagen ist ein 2002 von Alna Koki gebauter Gelenkwagen mit aufgesattelten Endwagen des Little-Dancer-Typs L und erhielt die Wagennummer 101. Er ist 17,90 Meter lang, 2,30 Meter breit und bietet 28 Sitzplätze. In den Jahren 2018, 2021 und 2024 folgten die dreiteiligen Multigelenkwagen 3001 bis 3003 des Little-Dancer-Typs Ua (16,50 m lang, 2,30 m breit, 28 Sitze). Trotz mittlerweile erfolgter Reduktion sind ferner – neben dem historischen Nachbau eines Wagens vom Typ 7 von 1984 – noch immer einige Altfahrzeuge europäischer Herkunft als Sonderfahrzeuge vorhanden.